# Regionalwahlkreis Hausruckviertel
Der Regionalwahlkreis Hausruckviertel (Wahlkreis 4C) ist ein Regionalwahlkreis in Österreich, der bei Wahlen zum Nationalrat für die Vergabe der Mandate im ersten Ermittlungsverfahren gebildet wird. Der Wahlkreis umschließt die politischen Bezirke Eferding, Grieskirchen, Vöcklabruck, Wels-Land sowie die Stadt Wels und entspricht in seinem Umfang damit dem Landtagswahlkreis Hausruckviertel.
Bei der Nationalratswahl 2019 waren im Regionalwahlkreis Hausruckviertel 273.379 Personen wahlberechtigt. Bei der Wahl ging die Österreichische Volkspartei (ÖVP) mit 36,9 % als stärkste Partei hervor. Von den acht zu vergebenen Grundmandaten entfielen zwei auf die ÖVP und je eines auf die Sozialdemokratische Partei Österreichs (SPÖ), die Freiheitliche Partei Österreichs (FPÖ) und Die Grünen – Die Grüne Alternative (GRÜNE).

## Geschichte
Nach dem Ende des Staates Österreich-Ungarn wurden für das Gebiet von Oberösterreich mit der Wahlordnung 1918 für die Wahl der konstituierenden Nationalversammlung sechs Wahlkreise geschaffen, wobei bereits zu dieser Zeit ein Wahlkreis mit dem Namen Hausruckviertel gebildet wurde. Dieser Wahlkreis (zunächst Wahlkreis 15, ab 1923 Wahlkreis 14) umfasste das Gebiet der Gerichtsbezirke Eferding, Frankenmarkt, Grieskirchen, Haag am Hausruck, Lambach, Mondsee, Peuerbach, Schwanenstadt, Vöcklabruck, Waizenkirchen und Wels. Nachdem die Wahlordnung von 1923 von der austrofaschistischen Regierung 1934 außer Kraft gesetzt worden war, wurde die ursprüngliche Einteilung der Wahlkreise nach dem Zweiten Weltkrieg mit dem Verfassungsgesetz vom 19. Oktober 1945 weitgehend wieder eingeführt. Der Wahlkreis Hausruckviertel wurde dadurch unverändert wieder eingeführt und blieb bis 1971 bestehen, als es durch die Nationalrats-Wahlordnung 1971 schließlich erstmals seit 1918 zu einer tiefgreifenden Wahlkreisreform, mit der die Anzahl der Wahlkreise in Österreich auf nur noch neun reduziert wurde. Für das Bundesland Oberösterreich bestand in der Folge nur noch ein Wahlkreis, der Wahlkreis Oberösterreich (Wahlkreis 4). Mit Inkrafttreten der Nationalrats-Wahlordnung 1992 wurde das österreichische Bundesgebiet schließlich in 43 Regionalwahlkreise unterteilt und somit ein drittes Ermittlungsverfahren eingeführt, wobei die Bezirke Eferding, Grieskirchen, Vöcklabruck, Wels-Land und Wels erneut zum Wahlkreis Innviertel (Wahlkreis 4C) zusammengefasst wurden. 1993 wurden dem Regionalwahlkreis acht Mandate zugewiesen, wobei die Neuberechnung der Mandatsverteilung im Jahr 2002 (nach den Ergebnissen der Volkszählung 2001) zu keinen Veränderungen führte.
Seit der Schaffung des Wahlkreises wechselte der erste Platz mit einer relativen Mehrheit mehrmals zwischen SPÖ und ÖVP. Die FPÖ erreichte zumeist den dritten Platz und war 1999 nur knapp hinter der SPÖ sowie 2017 knapp hinter der ÖVP Zweite.

## Wahlergebnisse
| Nationalratswahlen im Regionalwahlkreis Hausruckviertel | Nationalratswahlen im Regionalwahlkreis Hausruckviertel | Nationalratswahlen im Regionalwahlkreis Hausruckviertel | Nationalratswahlen im Regionalwahlkreis Hausruckviertel | Nationalratswahlen im Regionalwahlkreis Hausruckviertel | Nationalratswahlen im Regionalwahlkreis Hausruckviertel | Nationalratswahlen im Regionalwahlkreis Hausruckviertel | Nationalratswahlen im Regionalwahlkreis Hausruckviertel | Nationalratswahlen im Regionalwahlkreis Hausruckviertel | Nationalratswahlen im Regionalwahlkreis Hausruckviertel | Nationalratswahlen im Regionalwahlkreis Hausruckviertel | Nationalratswahlen im Regionalwahlkreis Hausruckviertel |
| Wahltermin                                              | GM                                                      |                                                         | ÖVP                                                     | SPÖ                                                     | FPÖ                                                     | GRÜNE                                                   | BZÖ                                                     | LIF/NEOS                                                | FRANK                                                   | PILZ/JETZT                                              | Sonstige                                                |
| ------------------------------------------------------- | ------------------------------------------------------- | ------------------------------------------------------- | ------------------------------------------------------- | ------------------------------------------------------- | ------------------------------------------------------- | ------------------------------------------------------- | ------------------------------------------------------- | ------------------------------------------------------- | ------------------------------------------------------- | ------------------------------------------------------- | ------------------------------------------------------- |
| 9. Oktober 1994                                         |                                                         | Stimmenanteile (%)                                      | 33,3                                                    | 28,5                                                    | 24,5                                                    | 7,4                                                     | -                                                       | 4,6                                                     | -                                                       | -                                                       | 1,6                                                     |
| 9. Oktober 1994                                         | 8                                                       | Grundmandate                                            | 2                                                       | 2                                                       | 1                                                       | 0                                                       | -                                                       | 0                                                       | -                                                       | -                                                       | 0                                                       |
| 17. Dezember 1995                                       |                                                         | Stimmenanteile (%)                                      | 29,4                                                    | 36,4                                                    | 23,6                                                    | 5,0                                                     | -                                                       | 4,3                                                     | -                                                       | -                                                       | 1,4                                                     |
| 17. Dezember 1995                                       | 8                                                       | Grundmandate                                            | 2                                                       | 2                                                       | 1                                                       | 0                                                       | -                                                       | 0                                                       | -                                                       | -                                                       | 0                                                       |
| 3. Oktober 1999                                         |                                                         | Stimmenanteile (%)                                      | 28,3                                                    | 31,1                                                    | 29,2                                                    | 7,4                                                     | -                                                       | 2,5                                                     | -                                                       | -                                                       | 1,5                                                     |
| 3. Oktober 1999                                         | 8                                                       | Grundmandate                                            | 2                                                       | 2                                                       | 2                                                       | 0                                                       | -                                                       | 0                                                       | -                                                       | -                                                       | 0                                                       |
| 24. November 2002                                       |                                                         | Stimmenanteile (%)                                      | 43,2                                                    | 35,7                                                    | 11,5                                                    | 8,4                                                     | -                                                       | 0,9                                                     | -                                                       | -                                                       | 0,5                                                     |
| 24. November 2002                                       | 8                                                       | Grundmandate                                            | 3                                                       | 2                                                       | 0                                                       | 0                                                       | -                                                       | 0                                                       | -                                                       | -                                                       | 0                                                       |
| 1. Oktober 2006                                         |                                                         | Stimmenanteile (%)                                      | 35,4                                                    | 34,7                                                    | 13,8                                                    | 9,8                                                     | 2,7                                                     | -                                                       | -                                                       | -                                                       | 3,6                                                     |
| 1. Oktober 2006                                         | 8                                                       | Grundmandate                                            | 2                                                       | 2                                                       | 1                                                       | 0                                                       | 0                                                       | -                                                       | -                                                       | -                                                       | 0                                                       |
| 28. September 2008                                      |                                                         | Stimmenanteile (%)                                      | 26,6                                                    | 28,6                                                    | 21,4                                                    | 9,2                                                     | 9,5                                                     | 1,2                                                     | -                                                       | -                                                       | 3,5                                                     |
| 28. September 2008                                      | 8                                                       | Grundmandate                                            | 2                                                       | 2                                                       | 1                                                       | 0                                                       | 0                                                       | 0                                                       | -                                                       | -                                                       | 0                                                       |
| 29. September 2013                                      |                                                         | Stimmenanteile (%)                                      | 25,0                                                    | 25,7                                                    | 24,2                                                    | 11,5                                                    | 3,5                                                     | 3,2                                                     | 4,9                                                     | -                                                       | 2,0                                                     |
| 29. September 2013                                      | 8                                                       | Grundmandate                                            | 1                                                       | 2                                                       | 1                                                       | 0                                                       | 0                                                       | 0                                                       | 0                                                       | -                                                       | 0                                                       |
| 15. Oktober 2017                                        |                                                         | Stimmenanteile (%)                                      | 31,4                                                    | 25,6                                                    | 29,2                                                    | 3,5                                                     | -                                                       | 4,8                                                     | -                                                       | 3,6                                                     | 1,9                                                     |
| 15. Oktober 2017                                        | 8                                                       | Grundmandate                                            | 2                                                       | 2                                                       | 2                                                       | 0                                                       | -                                                       | 0                                                       | -                                                       | 0                                                       | 0                                                       |
| 29. September 2019                                      |                                                         | Stimmenanteile (%)                                      | 36,9                                                    | 20,8                                                    | 19,4                                                    | 13,1                                                    | -                                                       | 7,4                                                     | -                                                       | 1,5                                                     | 1,0                                                     |
| 29. September 2019                                      | 8                                                       | Grundmandate                                            | 2                                                       | 1                                                       | 1                                                       | 1                                                       | -                                                       | 0                                                       | -                                                       | 0                                                       | 0                                                       |
| 29. September 2024                                      |                                                         | Stimmenanteile (%)                                      | 26,1                                                    | 19,1                                                    | 32,3                                                    | 7,8                                                     | -                                                       | 8,4                                                     | -                                                       | -                                                       | 6,4                                                     |
| 29. September 2024                                      | 8                                                       | Grundmandate                                            | 2                                                       | 1                                                       | 2                                                       | 0                                                       | -                                                       | 0                                                       | -                                                       | -                                                       | 0                                                       |